# Mangelia unifasciata
Mangelia unifasciata é uma espécie de gastrópode do gênero Mangelia, pertencente a família Mangeliidae.

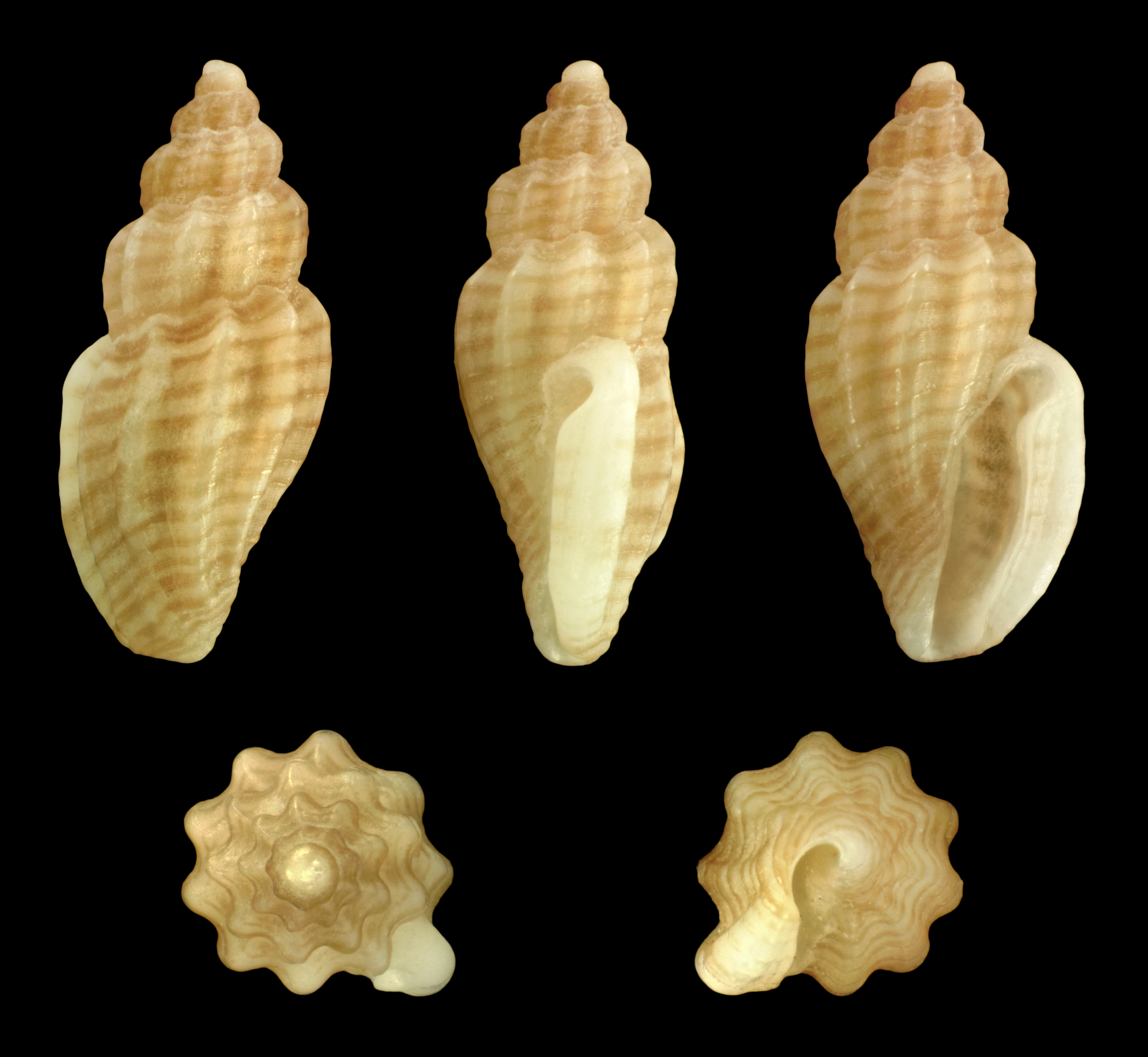
var. galli